# 陳忻
陳 忻（ちん きん、? - 566年）は、西魏・北周の軍人。字は永怡。本貫は宜陽郡。

## 経歴
陳興孫の子として生まれた。若くして勇敢で侠気があり、容貌魁偉で、同輩の尊敬を集めた。534年（永熙3年）、孝武帝が関中に入ると、陳忻は辟悪山で少年数十人を集めて、東魏に対して起兵した。535年（大統元年）、西魏の持節・伏波将軍・羽林監・立義大都督に任じられ、覇城県男の爵位を受けた。537年（大統3年）、宇文泰が弘農を奪回し、東魏の揚州刺史の段琛が城を放棄して逃走した。陳忻は兵を率いて九曲道で東魏軍を迎え撃ち、新安県令の張祗を捕らえた。このため行新安県事をつとめた。独孤信が洛陽に入ると、陳忻は李延孫を先鋒に推挙し、自身は金墉城を守備した。538年（大統4年）、洛陽を失陥すると、関中に帰還し、再び行新安県事をつとめた。東魏が牛道恒を陽州刺史として派遣すると、陳忻は兵を率いて牛道恒を撃破し、爵位は子爵に進んだ。崤東の諸将に従って伊水・洛水の間を転戦し、功績を挙げた。543年（大統9年）、李遠とともに高仲密を迎え、邙山の戦いに参戦した。西魏軍が敗れて関中に帰還すると、陳忻は韓雄らとともに山を拠点に東魏の3城を落とし、その金門郡太守の方台洛を斬った。まもなく行宜陽郡事として赴任した。東魏が劉瓫生を金門郡太守として派遣してくると、陳忻は劉瓫生を斬った。鎮遠将軍・魏郡太守に任じられた。まもなく使持節・平東将軍・顕州刺史に任じられた。544年（大統10年）、東魏の侯景が九曲城を築くと、陳忻はこれを迎え撃って、東魏の宜陽郡太守の趙嵩や金門郡太守の楽敬賓を捕らえた。547年（大統13年）、李遠の下で九曲城を落とし、都督に任じられた。東魏の将の爾朱渾願が騎兵3000を率いて宜陽に来攻すると、陳忻は西魏の諸将とともにこれを迎え撃って撃退した。549年（大統15年）、宜陽郡太守に任じられ、大都督・撫軍将軍の位を加えられた。550年（大統16年）、車騎大将軍・儀同三司・散騎常侍の位に進んだ。北斉の将の東方老と石泉で戦って撃破した。
554年（魏恭帝元年）、開府の斛斯璉らとともに北斉の将の段韶と九曲で戦って撃破した。555年（恭帝2年）、驃騎大将軍・開府儀同三司の位に進み、侍中を加えられた。この年、宜陽邑大中正となり、尉遅氏の姓を賜った。北斉の洛州刺史の独孤永業と対峙し、韓雄らと連携して間諜をめぐらして北斉の動静をうかがい、北斉軍の来攻のあるたびにこれを撃退した。
557年（孝閔帝元年）、北周が建国されると、陳忻は入朝して爵位は伯に進み、さらに許昌県公に進んだ。559年（武成元年）、熊州刺史に任じられた。また開府の勅勒慶とともに北斉の将の王鸞嵩を撃破した。そのまま柱国の陸通の下で石泉城を奪回した。566年（天和元年）、在官のまま死去した。
子の陳万敵が後を嗣いだ。

## 伝記資料
- 『周書』巻43 列伝第35
- 『北史』巻66 列伝第54